# 소록도

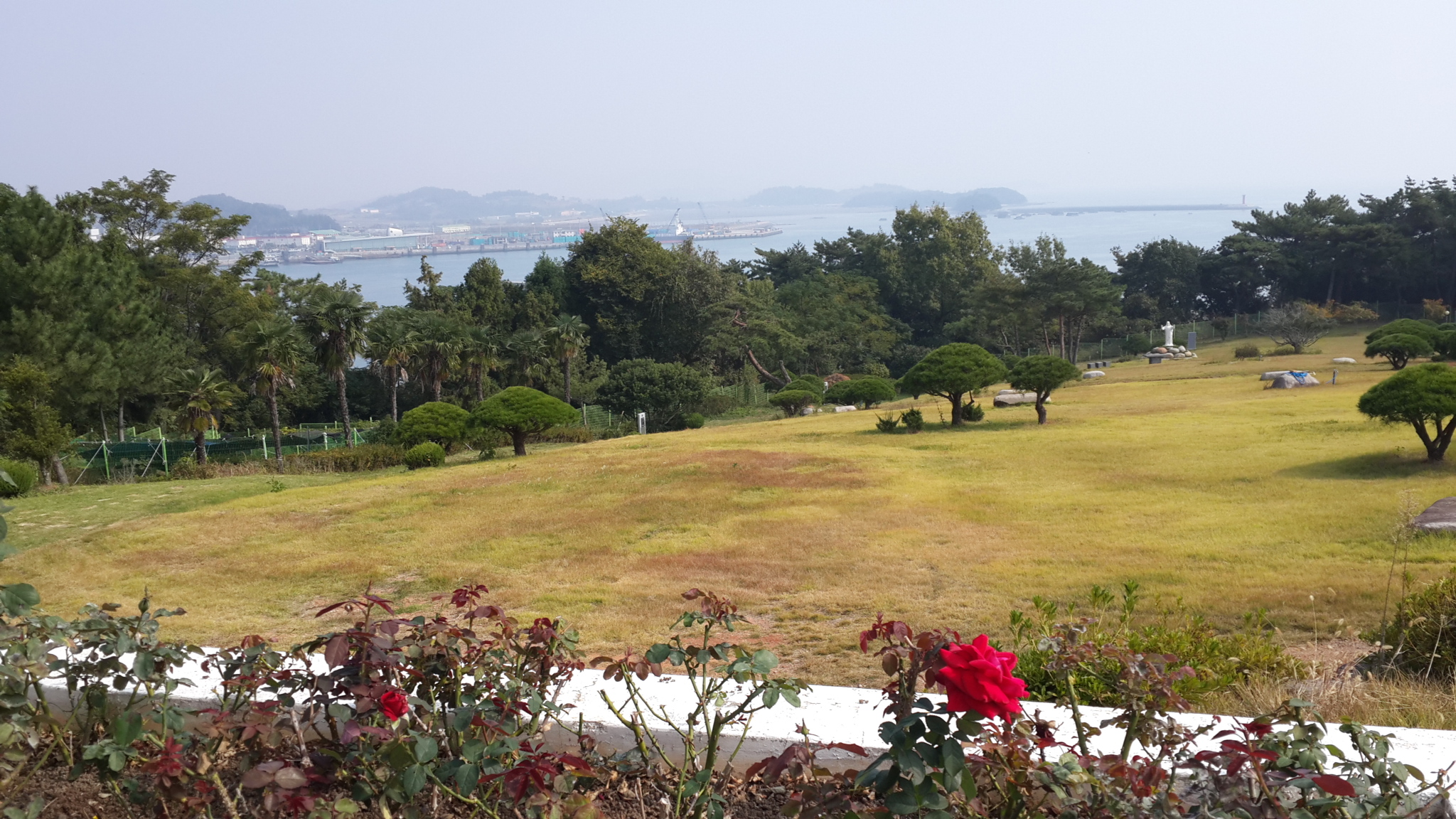
소록도에서 바라본 녹동

소록도(Sorokdo, 小鹿島)는 전라남도 고흥군 도양읍에 속하는 섬이다. 섬의 이름은 그 형상이 작은(小) 사슴(鹿)과 같다고 하여 붙여졌다. 고흥 반도 끝의 녹동항에서 배로 5분 거리에 있다. 2009년 3월 3일에는 소록대교가 개통하여 육로로도 오갈 수 있게 되었다.

## 역사

### 한센병 요양원 시작
소록도는 한센병 환자들이 모여사는 곳이다. 구한말 개신교 선교사들이 1910년 세운 시립나 요양원에서 시작됐다. 1916년에는 주민들의 민원에 따라 조선총독부가 소록도 자혜병원으로 정식으로 개원했다. 일제강점기에는 한센병 환자를 강제 분리·수용하기 위한 수용시설로 사용되면서, 전국의 한센병 환자들이 강제 수용됐다. 소록도 안에는 일제강점기 한센병 환자들의 수용 생활의 실상을 보여주는 소록도 검시실, 감금실과 한센병 자료관, 소록도 갱생원 신사 등 역사적 건물과 표지판 등이 남아 있다. 이곳에는 수녀로서 한센병 환자들을 돌보았던 고흥 소록도 마리안느와 마가렛 사택이 있다.

#### 의료윤리 실종
검시실은 사망한 한센병 환자를 검시하는 해부실로 사용됐다. 현재 건물 안 내부에는 당시 검시대로 사용했던 흰 테이블이 중앙에 놓여 있고 벽쪽으로는 수납장이 세워져 있다. 사망한 환자들은 자신과 가족의 의사와 상관없이 이곳에 눕힌 채 해부당했고 화장 후 납골당에 유골로 안치됐다. 감금실은 1935년 제정된 조선나예방령 규정에 의해 설치됐다.

#### 요양원 환경 개선
1930년 환자들이 제2대 원장을 지낸 하나이 원장을 위해 세운 창덕비가 있다. 앞면에는 ‘화정원장창덕비’라고 새겨져 있고 뒷면에는 한문으로 된 공적 내용을 새겨두었다. 안내판은 한글과 일문으로 되어있다. 해방 후 자유당 정권에 의해 비석이 폐기될 상황이 되자 환자들이 땅에 묻어두었다가 1961년 5.16 이후 다시 발굴해 중앙공원에 세운 뒤 1988년에 원래 위치에 다시 세웠다. 하나이(花井善吉)원장은 1921년부터 1929년까지 재직하면서 이곳에서 사망했다. 하나이 원장은 기독교인 신자들의 요청으로 조선총독부에 선교 허락을 받아서 신사부로(田中道三郞)목사를 소록도로 초청해 예배 처소를 마련해 주었다. 일본인이면서도 조선 환자들을 가족처럼 아껴주며 헌신적으로 보살핌으로써 소록도의 슈바이처라 일컬어지는 인물이다.

#### 요양원 원장의 일탈
4대 원장 스오 마사스에는 환자 처우에 불만을 품은 원생 이춘상(李春相)에게 살해당했다. 당시 환자들은 강제 노동과 일본식 생활 강요, 불임 시술 등의 인권 침해와 불편을 당했다.

### 해방후 환자 격리

#### 낙후된 환자 처우
1945년 8월 22일, 일제 해방에 따라 환자들이 자치권을 요구하자 병원 직원들이 환자 84명을 살해하고 매장했다. 또 한센병이 유전된다는 잘못된 믿음을 근거로 1990년대 전후까지 단종·낙태 강제 수술이 이어졌다. 소록도 병원은 해방 후에도 한센병 환자의 격리 정책을 고수해 환자 자녀들은 소록도 병원 밖의 학교에서 공부해야 했다. 

#### 요양기관 기능의 회복
1990년 후반기부터 한센병에 대한 연구가 진척되고 환자에 대한 사회적 인식이 개선되면서 한센병 치료 및 연구, 요양 재생 등을 기본 사업으로 하는 요양시설로 바뀌었다. 일부는 소록도 축구단을 결성해 한센인에 대한 사회적 편견을 완화했다.
2007년 10월 '한센인피해사건의 진상규명 및 피해자생활지원 등에 관한 법률'이 제정되고 이듬해인 2008년 10월 시행에 들어갔다. 한센인피해사건진상규명위의 진상조사 결과에 따르면 피해신고는 2009년 3월부터 2013년 4월 말까지 6차례 연장 접수를 실시해 최종적으로 1만38건이 접수됐고, 이 중 6462건(신고당시 사망 1758)이 피해자로 인정을 받았다. 진상조사 결과를 바탕으로 지난 2011년부터 한센인 539명이 국가를 상대로 강제 단종(斷種)과 낙태에 따른 집단 손해배상 청구 소송을 냈다. 2017년 2월 대법원은 한센인 19명의 국가소송 상고심에서 국가의 상고를 기각하고 낙태 피해자 10명에 4000만원, 단종 피해자 9명에 3000만원의 배상금과 그 이자를 지급하라고 선고한 원심을 확정했다.

## 국유지 국립소록도병원
소록도는 전체가 국유지로 국립소록도병원으로 지정돼 있다. 주민 대부분은 국립소록도병원의 직원 및 전염력을 상실한 음성 한센병 환자들이다. 또한 환자의 대부분은 65세를 넘긴 고령자다. 환자들의 주거 구역은 외부인이 접근할 수 없도록 차단되어 있다. 병원 직원 등 환자가 아닌 사람들이 거주하는 관사지대(소록리 1번지)와 환자들이 거주하는 병사지대(소록리 2번지)로 나뉘며 병사지대는 외부인의 출입이 제한되어 있다.

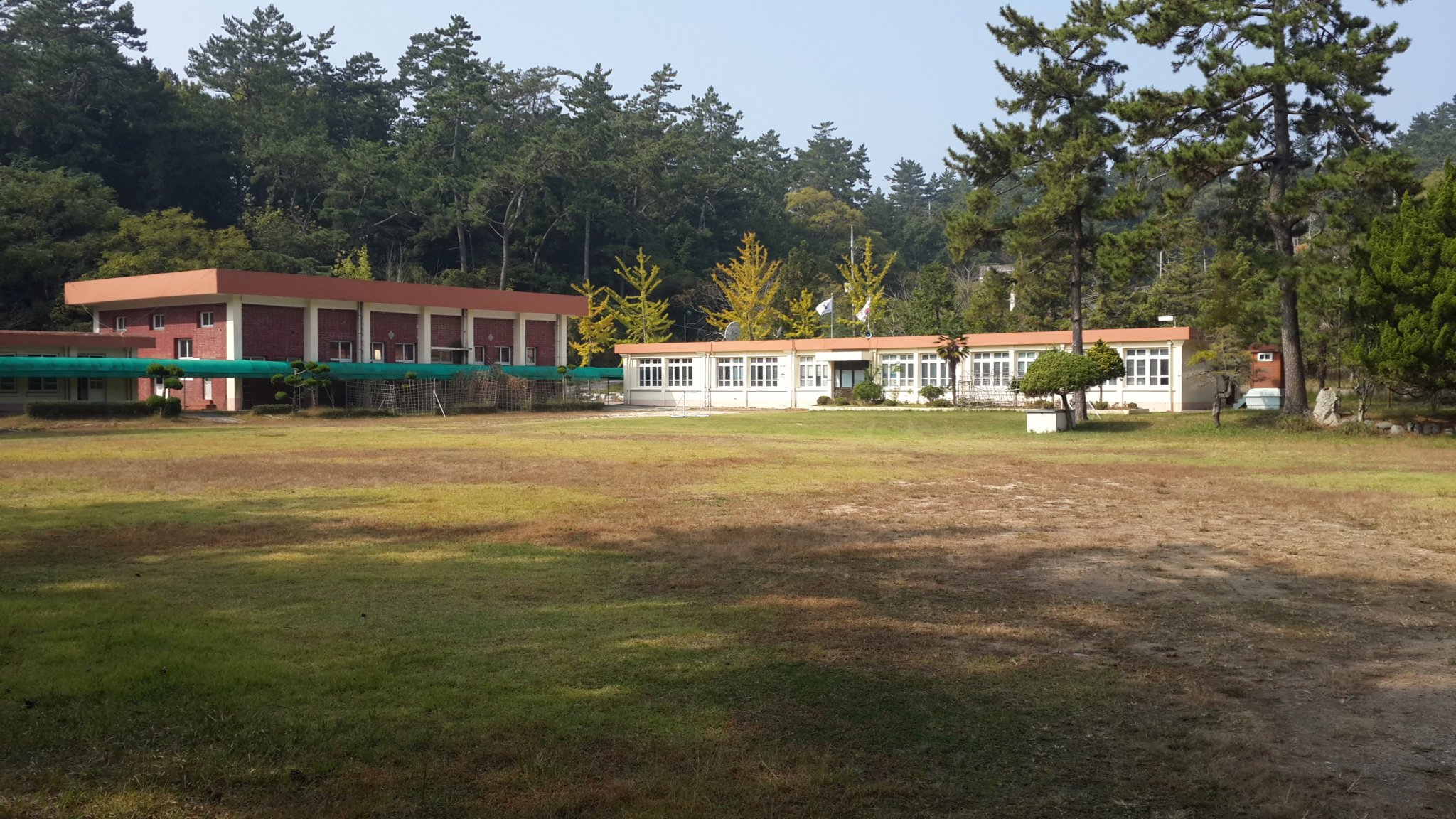
녹동초등학교 소록도분교

삼림과 해변이 잘 보호되어 있어서 정취가 뛰어나며 섬 주변을 둘러볼 수 있게 길이 잘 닦여 있다. 우체국 도양읍 소록지소 등 관공서와 천주교회, 개신교회인 소록도교회, 원불교당 등의 종교 시설, 녹동초등학교 소록도분교 등 교육시설도 있다.
2007년 9월 22일부터 5일간 고흥반도와 소록도를 잇는 1160m의 연륙교 소록대교가 임시개통하여 육상교통로가 열렸다. 2009년 3월 3일에 정식 개통했다.
이곳을 모델로 한 소설로 이청준의 《당신들의 천국》이 있다. 일제 말기에서 1970년대까지를 배경으로 삼고 있다. 백동호의 소설 《보리밭에 달뜨면》은 이춘상 선생이 모델로 등장한다.

## 같이 보기
- 국립소록도병원
- 고흥 소록도 병사성당 - 등록문화재 제659호
- 고흥 소록도 마리안느와 마가렛 사택 - 등록문화재 제660호
- 고흥 소록도 한센인 생활 유품
- 전국장애인차별철폐연대

## 참고자료
- 월간 GEO, 한센인들의 마음의 고향-소록도 기사.
- 월간 글마루 2015년 11월호 마루대문-전남 고흥, 만물이 주는 최대의 선물은 깨달음이라 기사.